# Yvonne Timmerman-Buck
Yvonne Elisabeth Marie Antoinette Timmerman-Buck (ur. 26 lipca 1956 w Kerkrade) – holenderska polityk i prawniczka, w latach 2003–2009 przewodnicząca Eerste Kamer.

## Życiorys
Z wykształcenia prawniczka, w 1980 ukończyła studia w szkole wyższej Katholieke Hogeschool Tilburg. Pracowała resorcie sprawiedliwości, w latach 1981–1982 kierowała wydziałem do spraw zwolnień warunkowych. Zaangażowała się w działalność polityczną w ramach Apelu Chrześcijańsko-Demokratycznego (CDA). W latach 1982–1994 pracowała w instytucie naukowym tej partii. Od 1994 do 2001 zajmowała stanowisko wiceprzewodniczącej powołanej przez rząd Komisji ds. Równego Traktowania.
Od 1999 do 2009 zasiadała w Eerste Kamer, izbie wyższej holenderskich Stanów Generalnych. Od 2001 do 2003 przewodniczyła frakcji senackiej CDA. W latach 2003–2009 sprawowała urząd przewodniczącego tej izby jako pierwsza kobieta w historii. Następnie została członkinią Rady Stanu, instytucji konsultującej projekty aktów prawnych.
Odznaczona Orderem Oranje-Nassau V klasy (2006).